# School 1888 (Aruba)
Deze school vanuit het jaar 1888 was oorspronkelijk de eerste openbare lagere school en het op een na oudste openbare gebouw van Aruba. Het werd oorspronkelijk gebouwd tussen 1887 en 1888, volgens een ontwerp van de Arubaanse architect Antoine Martis (1837–1894) van het Bouwdepartment op Curaçao.

## Bouwstijl
De stijl van het gebouw is beïnvloed door neoclassicisme. Kenmerkend hiervoor zijn onder andere de hoekpilasters met een geprofileerd basement en kapiteel. De portiek wordt afgesloten door een classicistisch fronton, dat een driehoekige bekroning vormt. In het midden van het fronton is er een ronde opening die zich bevindt in het timpaan, het middenveld van het fronton.

## Ontwikkeling en uitbreiding

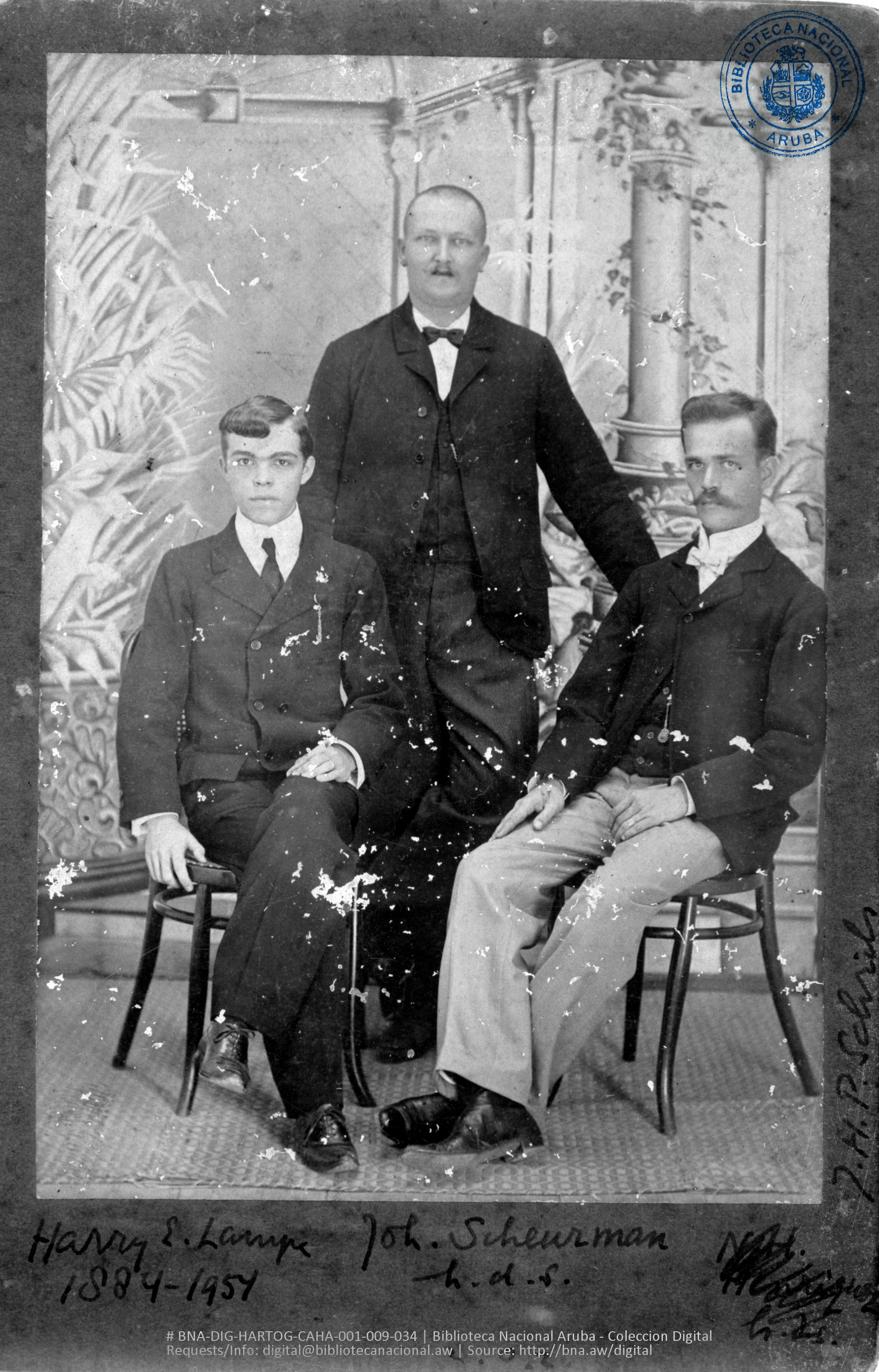
De leerkrachten van de landsschool (links naar rechts) Harry Lampe (vader van Padu), J. H. Scheurman en J. H. P. Schrils (1903)

In de beginjaren van de school waren er geen sanitaire voorziening aanwezig. Pas in 1900 werden er onder leiding van meester Johannes Scheurman toiletten geïnstalleerd. Ook werden er twee hoekbekkens geplaatst in het voorportaal van de noordvleugel. Het oude schoolhek dateert ook uit die tijd. Tijdens de bouw werd al snel duidelijk dat de school te klein was. Daarom werd er een extra klaslokaal toegevoegd tegen de zuidgevel, met een tentdak. Dit deel is tegenwoordig herkenbaar als het tussenstuk tussen de noord- en zuidvleugel. Omstreeks 1920 en 1922 werd dit pand verbouwd en uitgebreid met twee klaslokalen ten zuiden van dit toegevoegde lokaal, die ook waren ontworpen met een vierkant grondplan en een tentdak. Niet later dan 16 december 1921 kreeg de school de naam Julianaschool. Nadat de Julianaschool verhuisde naar de Madurostraat, kreeg het gebouw in 1943 de naam Prinses Margrietschool.
Het gebouw heeft in de loop der tijd verschillende functies gehad. Tijdens de tweede Wereldoorlog werden aan de zijkant van het gebouw verschillende ruimtes uitgebreid om onderdak te bieden aan krijgsmannen, waardoor het gehele gebouw onder de controle kwam van de nationale burgerwacht. Na de oorlog, in 1955, werd het overgenomen door de Openbare Leeszaal en Boekerij en in 1982 bood het onderdak aan zowel de Raad van Advies als de Algemene Rekenkamer. Op dat moment kreeg het twee hoofdingangen: één aan de Wilhelminastraat en de andere aan de Zoutmanstraat. In 2004, diende het tijdelijk als een trouwzaal, gedurende de restauratie van de stadhuis van Oranjestad.